# De Nes (Stichtse Vecht)

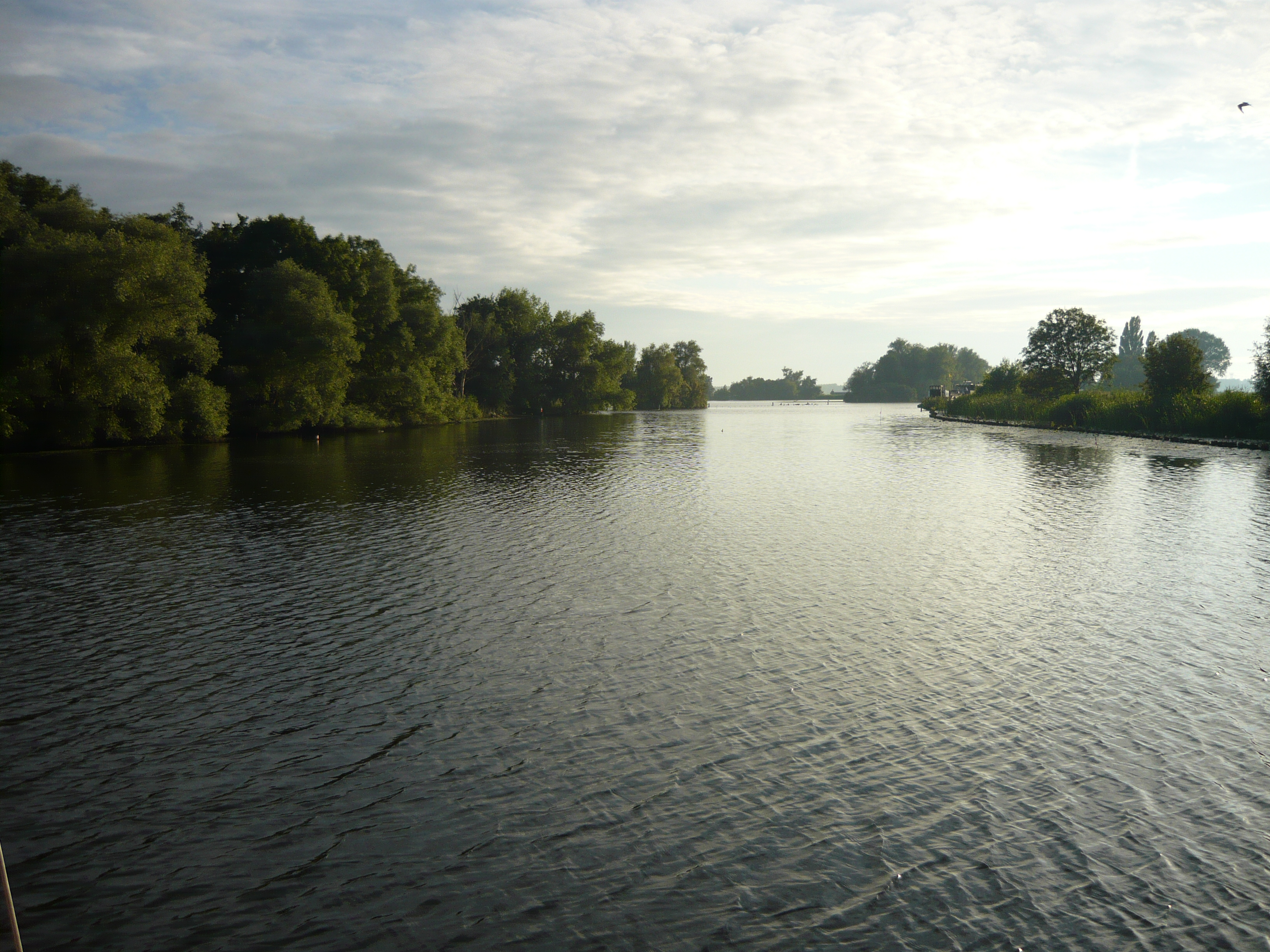
Zicht op De Nes vanaf de rivier de Vecht.

De Nes (ook: Realeneiland, Huys te Nigtevecht) is een waterrijk natuurgebied en voormalige buitenplaats aan de rivier de Vecht in de Nederlandse gemeente Stichtse Vecht.

## Locatie
De Nes is gelegen aan de westzijde van de Vecht tussen de dorpen Vreeland en Nigtevecht. Ten oosten ervan bevindt zich Sluis 't Hemeltje bij Overmeer.

## Ontstaan van de buitenplaats
De contouren van De Nes zijn in 1625 ontstaan met het aanbrengen van een enkele honderden meters lange doorsteek van een meander in de Vecht ten behoeve van de scheepvaart. Hierdoor ontstond een 14 hectare groot eiland binnen de watergangen.
In 1633 kwam het eiland in eigendom van de Amsterdamse familie Reael. De Amsterdamse bouwmeester Herbert Cramer ontwierp rond 1687 een buitenplaats op het eiland voor deze familie. Vanaf die eeuw werd het eiland en de buitenplaats ook wel Realeneiland, De Nes of Huys te Nigtevecht genoemd. De aan de familie Reael gerelateerde familie Huydecoper kreeg het vervolgens in bezit. In 1827 is het huis gesloopt waarna er een tijdlang een papierfabriek stond.

## Van zandwinning en haven tot natuurgebied
In 1934 werd het eiland eigendom van de Amsterdamse Ballast Maatschappij, die het gebied voor de zandwinning gebruikte. Gaandeweg de 20e eeuw is vrijwel het gehele eiland tot een meertje verworden. In de recentere geschiedenis is het onder meer door de Provincie Utrecht gebruikt als afsleeplocatie voor illegale woonschepen.
De Vereniging Natuurmonumenten heeft sinds 1982 De Nes in eigendom waarbij het natuurgebied in 2000 is onderworpen aan een herinrichting met ligplaatsen in de meander.